# Tasiocera subnuda
Tasiocera subnuda là một loài ruồi trong họ Limoniidae. Chúng phân bố ở miền Tân bắc.